# Josh Sargent
Joshua Thomas Sargent (O'Fallon, 20 febbraio 2000) è un calciatore statunitense, attaccante del Norwich City e della nazionale statunitense.

## Caratteristiche tecniche
Di piede destro, è una prima punta abile nello smarcamento e nell’attacco della profondità.

## Carriera

### Club
Al compimento dei 18 anni, ovvero nel febbraio del 2018, si trasferisce in Germania al Werder Brema.
Assegnato principalmente alla squadra B, debutta in prima squadra (oltre che in Bundesliga) il 7 dicembre 2018 in occasione della vittoria in casa per 3-1 contro il Fortuna Düsseldorf rilevando al 76º minuto Milot Rashica e andando a segno dopo 86 secondi esatti dal suo ingresso al primo pallone toccato.
Il 9 agosto 2021 viene acquistato dal Norwich City.

### Nazionale
Nel 2017 ha partecipato al Mondiale Under-17.
Esordisce nel Mondiale Under-20 del 2017 il 22 maggio, partendo da titolare e segnando una doppietta nel successo ottenuto contro i pari età dell'Ecuador per 4-3.
Il 29 maggio 2018 debutta all'età di 18 anni, 3 mesi e 9 giorni con la nazionale maggiore statunitense nella partita amichevole vinta per 3-0 contro la Bolivia in cui lui è andato a segno al 52º minuto il gol del momentaneo 2-0, diventando il quarto giocatore più giovane a segnare un gol nella storia della nazionale a stelle e strisce (il terzo è Timothy Weah, figlio di George e nato 2 giorni dopo Josh che ha segnato il gol del definitivo 3-0 nella partita contro la Bolivia).

## Statistiche

### Presenze e reti nei club
Statistiche aggiornate al 25 maggio 2025.
| Stagione            | Club                | Campionato          | Campionato | Campionato | Coppe nazionali | Coppe nazionali | Coppe nazionali | Coppe continentali | Coppe continentali | Coppe continentali | Altre coppe | Altre coppe | Altre coppe | Totale | Totale |
| Stagione            | Club                | Comp                | Pres       | Reti       | Comp            | Pres            | Reti            | Comp               | Pres               | Reti               | Comp        | Pres        | Reti        | Pres   | Reti   |
| ------------------- | ------------------- | ------------------- | ---------- | ---------- | --------------- | --------------- | --------------- | ------------------ | ------------------ | ------------------ | ----------- | ----------- | ----------- | ------ | ------ |
| 2018-2019           | Werder Brema II     | RL                  | 12         | 7          |                 | -               | -               |                    | -                  | -                  |             | -           | -           | 12     | 7      |
| 2018-2019           | Werder Brema        | BL                  | 10         | 2          | CG              | 0               | 0               |                    | -                  | -                  | -           | -           | -           | 10     | 2      |
| 2019-2020           | Werder Brema        | BL                  | 28+2       | 4          | CG              | 4               | 0               |                    | -                  | -                  | -           | -           | -           | 34     | 4      |
| 2020-2021           | Werder Brema        | BL                  | 32         | 5          | CG              | 5               | 2               | -                  | -                  | -                  | -           | -           | -           | 37     | 7      |
| lug. 2021           | Werder Brema        | BL                  | 2          | 2          | CG              | 0               | 0               | -                  | -                  | -                  | -           | -           | -           | 2      | 2      |
| Totale Werder Brema | Totale Werder Brema | Totale Werder Brema | 74         | 13         |                 | 9               | 2               |                    | -                  | -                  |             | -           | -           | 83     | 15     |
| 2021-2022           | Norwich City        | PL                  | 26         | 2          | FACup+CdL       | 2+1             | 0+2             | -                  | -                  | -                  | -           | -           | -           | 29     | 4      |
| 2022-2023           | Norwich City        | FLC                 | 40         | 13         | FACup+CdL       | 0+1             | 0+0             | -                  | -                  | -                  | -           | -           | -           | 41     | 13     |
| 2023-2024           | Norwich City        | FLC                 | 26+2       | 16         | FACup+CdL       | 1+1             | 0+0             | -                  | -                  | -                  | -           | -           | -           | 30     | 16     |
| 2024-2025           | Norwich City        | FLC                 | 32         | 15         | FACup+CdL       | 1+0             | 0+0             | -                  | -                  | -                  | -           | -           | -           | 33     | 15     |
| Totale Norwich      | Totale Norwich      | Totale Norwich      | 126        | 46         |                 | 7               | 2               |                    | -                  | -                  |             | -           | -           | 133    | 48     |
| Totale carriera     | Totale carriera     | Totale carriera     | 212        | 66         |                 | 16              | 4               |                    | -                  | -                  |             | -           | -           | 228    | 70     |

### Cronologia presenze e reti in nazionale
| Cronologia completa delle presenze e delle reti in nazionale ― Stati Uniti | Cronologia completa delle presenze e delle reti in nazionale ― Stati Uniti | Cronologia completa delle presenze e delle reti in nazionale ― Stati Uniti | Cronologia completa delle presenze e delle reti in nazionale ― Stati Uniti | Cronologia completa delle presenze e delle reti in nazionale ― Stati Uniti | Cronologia completa delle presenze e delle reti in nazionale ― Stati Uniti | Cronologia completa delle presenze e delle reti in nazionale ― Stati Uniti | Cronologia completa delle presenze e delle reti in nazionale ― Stati Uniti |
| Data                                                                       | Città                                                                      | In casa                                                                    | Risultato                                                                  | Ospiti                                                                     | Competizione                                                               | Reti                                                                       | Note                                                                       |
| -------------------------------------------------------------------------- | -------------------------------------------------------------------------- | -------------------------------------------------------------------------- | -------------------------------------------------------------------------- | -------------------------------------------------------------------------- | -------------------------------------------------------------------------- | -------------------------------------------------------------------------- | -------------------------------------------------------------------------- |
| 29-5-2018                                                                  | Filadelfia                                                                 | Stati Uniti                                                                | 3 – 0                                                                      | Bolivia                                                                    | Amichevole                                                                 | 1                                                                          | 62’                                                                        |
| 2-6-2018                                                                   | Dublino                                                                    | Irlanda                                                                    | 2 – 1                                                                      | Stati Uniti                                                                | Amichevole                                                                 | -                                                                          | 70’                                                                        |
| 9-6-2018                                                                   | Décines-Charpieu                                                           | Francia                                                                    | 1 – 1                                                                      | Stati Uniti                                                                | Amichevole                                                                 | -                                                                          | 74’                                                                        |
| 12-10-2018                                                                 | Tampa                                                                      | Stati Uniti                                                                | 2 – 4                                                                      | Colombia                                                                   | Amichevole                                                                 | -                                                                          | 83’                                                                        |
| 17-10-2018                                                                 | East Hartford                                                              | Stati Uniti                                                                | 1 – 1                                                                      | Perù                                                                       | Amichevole                                                                 | 1                                                                          | 69’                                                                        |
| 20-11-2018                                                                 | Genk                                                                       | Italia                                                                     | 1 – 0                                                                      | Stati Uniti                                                                | Amichevole                                                                 | -                                                                          | 62’                                                                        |
| 6-6-2019                                                                   | Washington                                                                 | Stati Uniti                                                                | 0 – 1                                                                      | Giamaica                                                                   | Amichevole                                                                 | -                                                                          |                                                                            |
| 6-9-2019                                                                   | East Rutherford                                                            | Stati Uniti                                                                | 0 – 3                                                                      | Messico                                                                    | Amichevole                                                                 | -                                                                          | 67’                                                                        |
| 10-9-2019                                                                  | Saint Louis                                                                | Stati Uniti                                                                | 1 – 1                                                                      | Uruguay                                                                    | Amichevole                                                                 | -                                                                          | 74’                                                                        |
| 12-10-2019                                                                 | Washington                                                                 | Stati Uniti                                                                | 7 – 0                                                                      | Cuba                                                                       | CONCACAF Nations League 2019-2020 - 2º turno                               | 1                                                                          |                                                                            |
| 16-10-2019                                                                 | Toronto                                                                    | Canada                                                                     | 2 – 0                                                                      | Stati Uniti                                                                | CONCACAF Nations League 2019-2020 - 2º turno                               | -                                                                          | 84’                                                                        |
| 19-11-2019                                                                 | George Town                                                                | Cuba                                                                       | 0 – 4                                                                      | Stati Uniti                                                                | CONCACAF Nations League 2019-2020 - 2º turno                               | 2                                                                          |                                                                            |
| 25-3-2021                                                                  | Wiener Neustadt                                                            | Stati Uniti                                                                | 4 – 1                                                                      | Giamaica                                                                   | Amichevole                                                                 | -                                                                          | 83’                                                                        |
| 30-5-2021                                                                  | San Gallo                                                                  | Svizzera                                                                   | 2 – 1                                                                      | Stati Uniti                                                                | Amichevole                                                                 | -                                                                          | 72’                                                                        |
| 4-6-2021                                                                   | Denver                                                                     | Stati Uniti                                                                | 1 – 0                                                                      | Honduras                                                                   | CONCACAF Nations League 2019-2020 - Semifinale                             | -                                                                          | 78’                                                                        |
| 7-6-2021                                                                   | Denver                                                                     | Stati Uniti                                                                | 3 – 2 dts                                                                  | Messico                                                                    | CONCACAF Nations League 2019-2020 - Finale                                 | -                                                                          | 67’                                                                        |
| 2-9-2021                                                                   | San Salvador                                                               | El Salvador                                                                | 0 – 0                                                                      | Stati Uniti                                                                | Qual. Mondiali 2022                                                        | -                                                                          |                                                                            |
| 5-9-2021                                                                   | Nashville                                                                  | Stati Uniti                                                                | 1 – 1                                                                      | Canada                                                                     | Qual. Mondiali 2022                                                        | -                                                                          | 83’                                                                        |
| 8-9-2021                                                                   | San Pedro Sula                                                             | Honduras                                                                   | 1 – 4                                                                      | Stati Uniti                                                                | Qual. Mondiali 2022                                                        | -                                                                          | 46’                                                                        |
| 23-9-2022                                                                  | Düsseldorf                                                                 | Giappone                                                                   | 2 – 0                                                                      | Stati Uniti                                                                | Amichevole                                                                 | -                                                                          | 46’                                                                        |
| 21-11-2022                                                                 | Al Rayyan                                                                  | Stati Uniti                                                                | 1 – 1                                                                      | Galles                                                                     | Mondiali 2022 - 1º turno                                                   | -                                                                          | 75’                                                                        |
| 25-11-2022                                                                 | Al Khawr                                                                   | Inghilterra                                                                | 0 – 0                                                                      | Stati Uniti                                                                | Mondiali 2022 - 1º turno                                                   | -                                                                          | 83’                                                                        |
| 29-11-2022                                                                 | Doha                                                                       | Iran                                                                       | 0 – 1                                                                      | Stati Uniti                                                                | Mondiali 2022 - 1º turno                                                   | -                                                                          | 78’                                                                        |
| 27-6-2024                                                                  | Atlanta                                                                    | Panama                                                                     | 2 – 1                                                                      | Stati Uniti                                                                | Coppa America 2024 - 1º turno                                              | -                                                                          | 86’                                                                        |
| 1-7-2024                                                                   | Kansas City                                                                | Stati Uniti                                                                | 0 – 1                                                                      | Uruguay                                                                    | Coppa America 2024 - 1º turno                                              | -                                                                          | 72’                                                                        |
| 12-10-2024                                                                 | Austin                                                                     | Stati Uniti                                                                | 2 – 0                                                                      | Panama                                                                     | Amichevole                                                                 | -                                                                          | 67’                                                                        |
| 15-10-2024                                                                 | Guadalajara                                                                | Messico                                                                    | 2 – 0                                                                      | Stati Uniti                                                                | Amichevole                                                                 | -                                                                          | 63’                                                                        |
| 20-3-2025                                                                  | Inglewood                                                                  | Stati Uniti                                                                | 0 – 1                                                                      | Panama                                                                     | CONCACAF Nations League 2024-2025 - Semifinale                             | -                                                                          | 68’                                                                        |
| Totale                                                                     |                                                                            | Presenze                                                                   | 28                                                                         |                                                                            | Reti                                                                       | 5                                                                          |                                                                            |

## Palmarès

### Nazionale
- CONCACAF Nations League: 1

2019-2020